# Coffea sessiliflora
Coffea sessiliflora är en måreväxtart som beskrevs av Diane Mary Bridson. Coffea sessiliflora ingår i släktet Coffea och familjen måreväxter.

## Underarter
Arten delas in i följande underarter:
- C. s. mwasumbii
- C. s. sessiliflora